# Inbiocystiscus faroi
Inbiocystiscus faroi is een slakkensoort uit de familie van de Cystiscidae. De wetenschappelijke naam van de soort is voor het eerst geldig gepubliceerd in 2006 door Ortea & Espinosa.